# Apóstolos Katsifáras
Apóstolos Katsifáras (grec moderne : Απόστολος Κατσιφάρας) né en 1959 en Achaïe est un homme politique grec, membre du PASOK et Ministre adjoint de la Justice, de la Transparence et des Droits de l'Homme dans le gouvernement Giórgos Papandréou de 2009 à 2010.

## Biographie
Il étudie l'administration publique et l'économie à l'université de Patras. 
Il s'engage en politique dès la fin de ses études et est élu nomarque d'Achaïe en 1994, 1998 et 2002. En 2004, il est élu pour le PASOK au parlement grec. Il est réélu en 2007 et 2009.